# Rovenyki járás

A Rovenyki járás a Belgorodi területen

A Rovenyki járás (oroszul Ровеньский район) Oroszország egyik járása a Belgorodi területen. Székhelye Rovenyki.

## Népesség
- 1989-ben 24 384 lakosa volt, melynek 74,6%-a ukrán, 25,3%-a orosz.
- 2002-ben 25 085 lakosa volt.
- 2010-ben 24 060 lakosa volt.